# Olešnice (Semilyi járás)
Olešnice település Csehországban, Semilyi járásban. Olešnice Žďár, Turnov, Vyskeř, Všeň, Modřišice és Kacanovy településekkel határos. Lakosainak száma 221 fő (2024. január 1.).

## Népesség
A település lakosságának változását az alábbi diagram mutatja:
| Lakosok száma | 462  | 457  | 437  | 304  | 219  | 179  | 185  | 190  | 209  | 221  |
|               | 1869 | 1890 | 1921 | 1950 | 1980 | 2001 | 2017 | 2019 | 2022 | 2024 |